# قناة الوسط
قناة الوسط أو دبليو تي في (بالإنجليزية: WTV)‏ هي قناة فضائية ليبية تابعة مؤسسة الوسط الإعلامية بدأ بثها في 24 ديسمبر 2018، من استديوهات إم تي في في بيروت؛ وتهتم القناة بعرض الأخبار والبرامج الترفيهية والثقافية والهوية الليبية. فيما بدأت القناة بثها الرسمي على مدار الساعة في 17 فبراير 2019، بالتزامن مع الذكرى الثامنة لإنتفاضة فبراير.